# Thelairosoma comatum
Thelairosoma comatum är en tvåvingeart som beskrevs av Villeneuve 1938. Thelairosoma comatum ingår i släktet Thelairosoma och familjen parasitflugor.
Artens utbredningsområde är Kongo. Inga underarter finns listade i Catalogue of Life.